# Сика (оръжие)
 Тази статия е за оръжието.  За бозайника вижте Петнист елен.  
Сиката е къс меч или голям нож, използван в древността от траки, илири, даки и в Древен Рим. Запазени археологически находки в днешна Албания, Румъния, Босна, България и Сърбия сочат, че оръжието е с дължина около 40 – 45 см. Произхождаща от Халщатската култура, първите свидетелства за сиката са изображенията ѝ върху мозайки и маслени лампи като извита сабя. Сиката е изобразена върху Траяновата колона в сцената на самоубийството на Децебал.
- Модел от Дакия
- Илирски цар със сика в десницата
- Гладиатор трекс, възстановка